# Домони
Домони је други по величини и бивши главни град афричког аутономног острва Анжуан који припада држави Комори која је смештена у западном делу Индијског океана. Са својих 17.655 становника то је четврти по величини град у Коморију. Основан је у 12. веку. Град је био важан трговачки центар у 15. веку.